# Кава-Кукулера Нобиле (Катанцаро)
Кава-Кукулера Нобиле је насеље у Италији у округу Катанцаро, региону Калабрија.
Према процени из 2011. у насељу је живело 3226 становника. Насеље се налази на надморској висини од 104 м.